# Поляковська сільська рада (Давлекановський район)
Поляко́вська сільська рада (рос. Поляковский сельский совет) — муніципальне утворення у складі Давлекановського району Башкортостану, Росія. Адміністративний центр — село Поляковка.

## Населення
Населення — 1774 особи (2019, 1943 в 2010, 2019 в 2002).

## Склад
До складу поселення входять такі населені пункти:
| Населений пункт          | Населення, осіб (2002) | Населення, осіб (2010) |
| ------------------------ | ---------------------- | ---------------------- |
| Балто-Івановка, присілок | 60                     | 52                     |
| Бішкаїн, хутір           | 27                     | 22                     |
| Волинка, присілок        | 10                     | 16                     |
| Вперед, село             | 985                    | 957                    |
| Грибовка, присілок       | 9                      | 0                      |
| Дружба, село             | 314                    | 305                    |
| Михайловка, хутір        | 28                     | 22                     |
| Новоівановка, присілок   | 8                      | 4                      |
| Поляковка, село          | 393                    | 384                    |
| Сидоровка, присілок      | 44                     | 52                     |
| Тамбовка, присілок       | 6                      | 17                     |
| Туксанбай, хутір         | 8                      | 5                      |
| Чернігівка, присілок     | 127                    | 107                    |

До 1981 року до складу сільської ради також входило село Семилітка.